# 瓦特山
72°28′S 166°9′E / 72.467°S 166.150°E
瓦特山（英語：Mount Watt）是南極洲的山峰，位於維多利亞地，處於羅伊山西北面6公里，屬於巴克山脈的一部分，海拔高度2,715米，由新西蘭探險隊命名，現時由南極條約體系管理。